# Joline Dalstra
Joline Dalstra is een Nederlandse journaliste, presentatrice en radiomaakster. 
Joline Dalstra begon in 2001 bij Omrop Fryslân om na 17 jaar aan de slag te gaan als bureauredacteur binnenland bij RTL Nieuws. 
Anno 2022 presenteert zij samen met Leo Schouwenaar de radio-ochtendshow voor Omroep Flevoland.